# José Sá
José Pedro Malheiro de Sá, noto semplicemente come José Sá (Braga, 17 gennaio 1993), è un calciatore portoghese, portiere del Wolverhampton e della nazionale portoghese, con la quale ha vinto le UEFA Nations League 2018-2019 e UEFA Nations League 2024-2025.

## Carriera

### Club
Muove i suoi primi passi nelle giovanili del Palmeiras Braga, prima di approdare al Merelinense. All'età di 17 anni viene aggregato al settore giovanile del Benfica. Non riuscendo a trovare spazio - complice la presenza in rosa di Bruno Varela e Ederson - nel 2011 passa al Marítimo, con cui esordisce tra i professionisti.
Il 25 gennaio 2016 firma un contratto di quattro anni e mezzo con il Porto. Il 17 ottobre 2017 esordisce in Champions League contro il RB Lipsia, incontro valido per la terza giornata della fase a gironi. Partito inizialmente come riserva di Casillas, riesce gradualmente a ritagliarsi un posto in rosa.
Il 31 agosto 2018 passa in prestito all'Olympiacos. Il 15 maggio 2019 passa ai greci a titolo definitivo in cambio di 2.5 milioni di euro, firmando un accordo valido fino al 2023. In Grecia vincerà campionato e coppa.
Due anni dopo viene acquistato per 8 milioni di euro dal Wolverhampton in sostituzione del connazionale Rui Patricio.

### Nazionale
È stato il titolare della Nazionale Under-21 del Portogallo, selezionato come miglior portiere del Campionato europeo di calcio Under-21 2015.
Viene convocato per la prima volta in nazionale maggiore in occasione della Confederations Cup 2017 in Russia.
Dopo anno di convocazioni senza esordire, debutta con la nazionale portoghese il 16 novembre 2023, giocando titolare nella partita di qualificazione ad Euro 2024 in casa del Liechtenstein, vinta 0-2 dai lusitani.

## Statistiche

### Presenze e reti nei club
Statistiche aggiornate al 16 agosto 2025.
| Stagione             | Squadra              | Campionato           | Campionato | Campionato | Coppe nazionali | Coppe nazionali | Coppe nazionali | Coppe continentali | Coppe continentali | Coppe continentali | Altre coppe | Altre coppe | Altre coppe | Totale | Totale |
| Stagione             | Squadra              | Comp                 | Pres       | Reti       | Comp            | Pres            | Reti            | Comp               | Pres               | Reti               | Comp        | Pres        | Reti        | Pres   | Reti   |
| -------------------- | -------------------- | -------------------- | ---------- | ---------- | --------------- | --------------- | --------------- | ------------------ | ------------------ | ------------------ | ----------- | ----------- | ----------- | ------ | ------ |
| 2012-2013            | Marítimo B           | SL                   | 19         | -17        | -               | -               | -               | -                  | -                  | -                  | -           | -           | -           | 19     | -17    |
| 2013-2014            | Marítimo B           | SL                   | 18         | -24        | -               | -               | -               | -                  | -                  | -                  | -           | -           | -           | 18     | -24    |
| 2014-2015            | Marítimo B           | SL                   | 38         | -49        | -               | -               | -               | -                  | -                  | -                  | -           | -           | -           | 38     | -49    |
| Totale Marítimo B    | Totale Marítimo B    | Totale Marítimo B    | 75         | -90        |                 | -               | -               |                    | -                  | -                  |             | -           | -           | 75     | -90    |
| 2013-2014            | Marítimo             | PL                   | 8          | -15        | CP+CdL          | 1+2             | -3 + -0         | -                  | -                  | -                  | -           | -           | -           | 11     | -18    |
| 2014-2015            | Marítimo             | PL                   | 3          | -4         | CP+CdL          | 0+1             | -0              | -                  | -                  | -                  | -           | -           | -           | 4      | -4     |
| 2015-gen. 2016       | Marítimo             | PL                   | 5          | -13        | CP+CdL          | 2+2             | -1 + -3         | -                  | -                  | -                  | -           | -           | -           | 9      | -17    |
| Totale Marítimo      | Totale Marítimo      | Totale Marítimo      | 16         | -32        |                 | 8               | -7              |                    | -                  | -                  |             | -           | -           | 24     | -39    |
| gen.-giu. 2016       | Porto B              | SL                   | 16         | -11        | -               | -               | -               | -                  | -                  | -                  | -           | -           | -           | 16     | -11    |
| 2016-2017            | Porto                | PL                   | 1          | -3         | CP+CdL          | 2+3             | -0 + -2         | UCL                | 0                  | 0                  | -           | -           | -           | 6      | -5     |
| 2017-2018            | Porto                | PL                   | 14         | -8         | CP+CdL          | 1+1             | 0               | UCL                | 5                  | -12                | -           | -           | -           | 21     | -20    |
| Totale Porto         | Totale Porto         | Totale Porto         | 15         | -11        |                 | 7               | -2              |                    | 5                  | -12                |             | -           | -           | 27     | -25    |
| 2018-2019            | Olympiacos           | SL                   | 21         | -12        | CG              | 3               | -1              | UEL                | 7                  | -9                 | -           | -           | -           | 31     | -22    |
| 2019-2020            | Olympiacos           | SL                   | 26+7       | -9 + -3    | CG              | 1               | 0               | UCL+UEL            | 12+3               | -15 + -3           | -           | -           | -           | 49     | -30    |
| 2020-2021            | Olympiacos           | SL                   | 23+6       | -11 + -5   | CG              | 3               | -4              | UCL+UEL            | 8+4                | -10 + -7           | -           | -           | -           | 44     | -37    |
| Totale Olympiakos    | Totale Olympiakos    | Totale Olympiakos    | 83         | -40        |                 | 7               | -5              |                    | 34                 | -44                |             | -           | -           | 124    | -89    |
| 2021-2022            | Wolverhampton        | PL                   | 37         | -40        | FACup+CdL       | 0               | 0               | -                  | -                  | -                  | -           | -           | -           | 37     | -40    |
| 2022-2023            | Wolverhampton        | PL                   | 36         | -55        | FACup+CdL       | 1+2             | -1 + -1         | -                  | -                  | -                  | -           | -           | -           | 39     | -57    |
| 2023-2024            | Wolverhampton        | PL                   | 35         | -58        | FACup+CdL       | 5+0             | -6+0            | -                  | -                  | -                  | -           | -           | -           | 40     | -64    |
| 2024-2025            | Wolverhampton        | PL                   | 29         | -48        | FACup+CdL       | 0+1             | 0 + -3          | -                  | -                  | -                  | -           | -           | -           | 30     | -51    |
| 2025-2026            | Wolverhampton        | PL                   | 1          | -4         | FACup+CdL       | 0+0             | 0+0             | -                  | -                  | -                  | -           | -           | -           | 1      | -4     |
| Totale Wolverhampton | Totale Wolverhampton | Totale Wolverhampton | 138        | -205       |                 | 9               | -11             |                    | -                  | -                  |             | -           | -           | 147    | -217   |
| Totale carriera      | Totale carriera      | Totale carriera      | 343        | -389       |                 | 31              | -25             |                    | 39                 | -56                |             | -           | -           | 413    | -470   |

### Cronologia presenze e reti in nazionale
| Cronologia completa delle presenze e delle reti in nazionale ― Portogallo | Cronologia completa delle presenze e delle reti in nazionale ― Portogallo | Cronologia completa delle presenze e delle reti in nazionale ― Portogallo | Cronologia completa delle presenze e delle reti in nazionale ― Portogallo | Cronologia completa delle presenze e delle reti in nazionale ― Portogallo | Cronologia completa delle presenze e delle reti in nazionale ― Portogallo | Cronologia completa delle presenze e delle reti in nazionale ― Portogallo | Cronologia completa delle presenze e delle reti in nazionale ― Portogallo |
| Data                                                                      | Città                                                                     | In casa                                                                   | Risultato                                                                 | Ospiti                                                                    | Competizione                                                              | Reti                                                                      | Note                                                                      |
| ------------------------------------------------------------------------- | ------------------------------------------------------------------------- | ------------------------------------------------------------------------- | ------------------------------------------------------------------------- | ------------------------------------------------------------------------- | ------------------------------------------------------------------------- | ------------------------------------------------------------------------- | ------------------------------------------------------------------------- |
| 16-11-2023                                                                | Vaduz                                                                     | Liechtenstein                                                             | 0 – 2                                                                     | Portogallo                                                                | Qual. Euro 2024                                                           | -                                                                         |                                                                           |
| 4-6-2024                                                                  | Lisbona                                                                   | Portogallo                                                                | 4 – 2                                                                     | Finlandia                                                                 | Amichevole                                                                | -2                                                                        |                                                                           |
| 18-11-2024                                                                | Spalato                                                                   | Croazia                                                                   | 1 – 1                                                                     | Portogallo                                                                | UEFA Nations League 2024-2025 - 1º turno                                  | -1                                                                        |                                                                           |
| Totale                                                                    |                                                                           | Presenze                                                                  | 3                                                                         |                                                                           | Reti                                                                      | -3                                                                        |                                                                           |

## Palmarès

### Club
- Segunda Liga: 1

Porto B: 2015-2016
- Campionato portoghese: 1

Porto: 2017-2018
- Campionato greco: 2

Olympiakos: 2019-2020, 2020-2021
- Coppa di Grecia: 1

Olympiakos: 2019-2020

### Nazionale
- UEFA Nations League: 2

2018-2019, 2024-2025

### Individuale
- Miglior portiere dell'Europeo Under-21: 1

Repubblica Ceca 2015
- Squadra del torneo degli Europei Under-21: 1

Rep. Ceca 2015